# Jan Engelbert van Bevervoorde
Johan (Jan) Engelbert van Bevervoorde (Makassar Oosterdistricten, 26 juni 1881 – vliegveld Soekamiskin bij Bandoeng, voormalig Nederlands-Indië, 11 september 1918) was een Nederlands militair,  luchtvaartpioneer, ridder in de Militaire Willems-Orde en bezitter van de Eresabel en Eervolle Vermelding.
Van Bevervoorde werd voor zijn verrichtingen bij de Ambiso-stellingen van 5 tot en met 9 februari 1907 tijdens de Celebes-expeditie op 20 juli 1908 benoemd tot ridder in de Militaire Willemsorde vierde klasse. Als eerste luitenant der infanterie werd hij vervolgens met de eresabel onderscheiden bij Koninklijk Besluit nummer 41 op 8 februari 1909. Tijdens de Eerste Wereldoorlog ontving hij zijn vliegopleiding op de vliegwei te Soesterberg. Hij haalde op 29 april 1916 zijn militair brevet en reisde in augustus 1916 naar de Verenigde Staten waar de nieuwe Glenn Martin-vliegtuigen werden opgehaald. Tijdens het proefvliegen leerde hij Alice Amina Dugan kennen met wie hij op 19 maart 1917 te Los Angeles in het huwelijk trad
Hij keerde in de rang van kapitein naar Nederlands-Indië terug om als hoofdinstructeur piloten op de vliegschool op te leiden. Dat gebeurde aanvankelijk op Vliegbasis Kalidjati, het enige vliegveld aldaar, en later op het nieuwe vliegveld Rantjaekek en Soekamiskin bij Bandoeng.

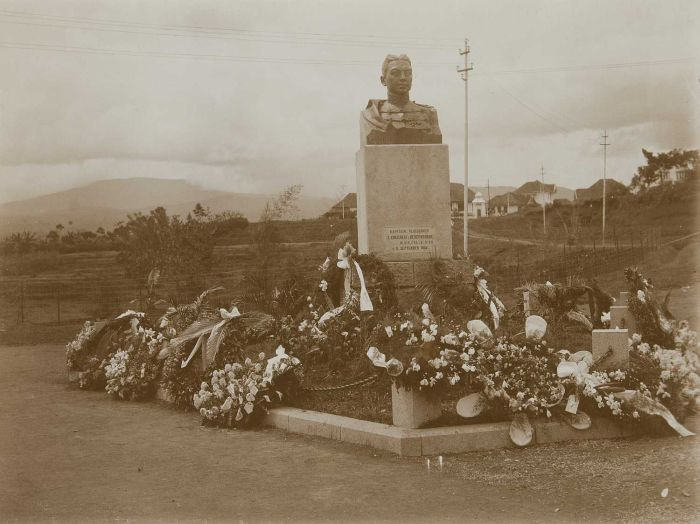
Standbeeld voor de in 1918 verongelukte KNIL kapitein-vlieger J. Engelbert van Bevervoorde te Bandoeng

Op 27 juli 1917 maakte hij met zijn mecanicien de eerste vliegtocht van dat land tussen twee steden (Batavia en Bandoeng) en won daarmee de geldprijs van 1.000 gulden. Hij toonde in 1917 aan dat vliegen over heel Java mogelijk was, ondanks het klimaat en de bergen.
Engelbert van Bevervoorde verongelukte op 37-jarige leeftijd op Soekamiskin, toen hij met een leerling aan boord doorschoot en tegen een loods aanvloog waar ook brandstof was opgeslagen. De leerling kon worden gered, maar Van Bevervoorde verbrandde.

Wegens zijn verdienste voor de Militaire Luchtvaart van het Koninklijk Nederlands-Indisch Leger werd in Bandoeng de Engelbert van Bevervoordeweg ingesteld in 1920, met zijn borstbeeld op de hoek. Tegenwoordig heet deze straat Jalan Wastukencana. Na de onafhankelijkheid van Indonesië is dit borstbeeld opgesteld in de tuin van het militaire tehuis en museum Bronbeek te Arnhem, waar het nog staat en werd opgesierd met een propeller. 